# Will Smith (esportista)
William Raymond Smith III, mais conhecido como Will Smith (Nova York, 4 de julho de 1981 – 9 de abril de 2016) foi um jogador de futebol americano na National Football League (NFL).
Will Smith estava fora da NFL desde sua saída do New England Patriots, em 2014. O ex-jogador foi escolhido na primeira rodada do Draft de 2004. Ele jogou no New Orleans Saints por 10 anos. Na sequência, foi para o Patriots, mas deixou a franquia antes do início da temporada.

## Pro Bowl
Smith foi selecionado para o Pro Bowl (jogo das estrelas da liga) em 2006.

## Campeão em 2010
Smith foi campeão do Super Bowl XLIV, em 2010 pelo New Orleans Saints.

## Morte
Smith acabou sendo morto a tiros depois de uma discussão de trânsito em Nova Orleans em 9 de abril de 2016. 